# Luxemburg i olympiska spelen
Luxemburg har deltagit i 28 olympiska spel (22 sommar, 6 vinter) sedan 1912.
Luxemburg har tagit totalt fyra medaljer, två på sommar-OS och två på vinter-OS.
Man har upptäckt att Michel Théato som tävlade för Frankrike vid sommar-OS 1900 och vann maratonloppet egentligen var från Luxemburg. Internationella olympiska kommittén räknar dock fortfarande hans guldmedalj till Frankrike.

## Medaljer
| Guld | Silver | Brons | Totalt antal medaljer |
| ---- | ------ | ----- | --------------------- |
| 1    | 3      | 0     | 4                     |

### Samtliga medaljörer
| Gren                                 | Spel        | Namn            | Guld | Silver | Brons |
| Tyngdlyftning, Tungvikt, herrar      | 1920 sommar | Joseph Alzin    |      | X      |       |
| Friidrott, 1 500 meter, herrar       | 1952 sommar | Josy Barthel    | X    |        |       |
| Alpin skidåkning, Storslalom, herrar | 1992 vinter | Marc Girardelli |      | X      |       |
| Alpin skidåkning, Super-G, herrar    | 1992 vinter | Marc Girardelli |      | X      |       |